# Leviathan (groupe)
Pour les articles homonymes, voir Léviathan (homonymie).
Leviathan est un groupe (one man band) de black metal atmosphérique et black metal dépressif américain, originaire de San Francisco, en Californie.

## Biographie
Leviathan est formé en 1998 par Jef Whitehead (Wrest) à San Francisco, en Californie. Avant la formation de Leviathan, Wrest jouait entre 1991 et 1996 au sein du groupe de rock instrumental Gift Horse. Le nom du groupe est une référence au monstre mythique marin portant le même nom. 
Pendant les premières années d'activité, le groupe sort de nombreuses démos, puis sort enfin son premier véritable album studio en 2003, The Tenth Sub Level of Suicide. Au cours de l'année suivante, en 2004, Leviathan sort un deuxième album studio, Tentacles of Whorror, puis un troisième en 2005, A Silhouette in Splinters, qui a la particularité d'être quasi exclusivement dark ambient. Après une longue période durant laquelle Leviathan sortira uniquement des splits et des EPs, le quatrième album studio sort en 2008 et est intitulé Massive Conspiracy Against All Life. 
Le nouvel album du groupe, Scar Sighted, est publié le 3 mars 2015 au label Profound Lore Records,, quatre ans après True Traitor, True Whore.

## Style musical
Le style musical de Leviathan est terriblement froid et mélancolique puisque des thèmes comme la mort, la misanthropie et le nihilisme sont fréquemment abordés par l'artiste, rapprochant celui-ci du mouvement dit du « depressive suicidal black metal » (DSBM), le black metal dépressif. Leviathan est considéré par la presse spécialisée comme le meilleur groupe de black metal américain et comme une suite logique au black metal norvégien des années 1990.

## Membre
- Wrest (Jef Whitehead) - chant, tous les instruments (depuis 1998)[1]

## Discographie

### Albums studio
- 2003 - The Tenth Sub Level of Suicide
- 2004 - Tentacles of Whorror
- 2005 - A Silhouette in Splinters
- 2008 - Massive Conspiracy Against All Life
- 2011 - True Traitor, True Whore
- 2015 - Scar Sighted

### EP et démos
- 1998 - Time End
- 1998 - Three
- 2000 - MisanthropicNecroBlasphemy
- 2000 - Five
- 2000 - Shadows of No Light
- 2000 - Slaveship (Seven)
- 2000 - Video Brolo (Eight)
- 2001 - Inclement Derision (Nine)
- 2001 - Ten
- 2001 - Intolerance (Eleven)
- 2001 - Howl Mockery at the Cross
- 2001 - Sacrifice Love at the Altar of War
- 2002 - White Devil, Black Metal
- 2002 - XV
- 2002 - The 10th Sub Level of Suicide
- 2006 - The Speed of Darkness
- 2006 - The Blind Wound

### Splits
- 2003 - split avec Iuvenes
- 2004 - split avec Crebain
- 2004 - split avec Xasthur
- 2005 - split avec Blackdeath
- 2006 - split avec Sapthuran
- 2009 - split avec Acherontas

### Compilations
- 2002 - Verräter
- 2005 - Demos Two Thousand
- 2005 - A Silhouette in Splinters
- 2005 - Howl Mockery at the Cross